# 羅拔·哥夫韋特
羅拔·李察士·哥夫韋特（Robert Richard Cornthwaite，1984年10月24日—）生于布萊克本，英國裔澳洲职业足球运动员。

## 荣誉

### 俱乐部
阿德萊德聯
- A联赛季前挑战杯冠军：2005–06

雪兰莪
- 马来西亚杯冠军：2015年